# النی کاپوجیانی
النی کاپوجیانی (یونانی: Ελένη Καπογιάννη؛ زادهٔ ۲۴ اوت ۱۹۶۹) بازیکن بسکتبال و مربی بسکتبال اهل یونان است که هم اکنون مربی‌گری تیم ملی بسکتبال زنان ایران را برعهده دارد و با این تیم به مقام دوم دسته دوم مسابقات کاپ آسیا دست یافت.